# Jandaia do Sul
Jandaia do Sul is een gemeente in de Braziliaanse deelstaat Paraná. De gemeente telt 20.159 inwoners (schatting 2009).

## Aangrenzende gemeenten
De gemeente grenst aan Bom Sucesso, Cambira, Mandaguari en Marumbi.

## Verkeer en vervoer
De plaats ligt aan de wegen BR-369/BR-466 en BR-376.

## Geboren
- Ratinho Júnior (1981), gouverneur van Paraná